# José Luis Pérez Gómez
José Luis Pérez Gómez (Berriozar, Navarra, 23 de marzo de 1975) es un periodista español.

## Trayectoria
Licenciado en Ciencias de la Información por la Facultad de Comunicación de la Universidad de Navarra, realizó el Machine Learning Program del MIT Professional Education estadounidense.
Sus inicios profesionales se remontan a cuando estudiaba en la facultad, compaginando sus estudios de lunes a viernes con su trabajo en Radio Berriozar, presentando un programa llamado Área deportiva. En verano de 1995 hizo sus primeras prácticas en una radio profesional, en Onda Cero Santander y en el verano de 1996 hizo prácticas en RNE en Madrid, en los informativos España a las 6, España a las 7 y España a las 8, entrando a trabajar a la 1h30 o 2h00 de la madrugada de lunes a viernes. 
Tras licenciarse en 1997 y hacer las prácticas veraniegas en la COPE en Madrid con Juan Pablo Colmenarejo, que había sido profesor suyo en la universidad, regresó a Pamplona. En enero de 1998, el entonces director de Informativos de COPE, José Apezarena, lo llamó para ir como corresponsal a Toledo, donde no había emisora, permaneciendo como delegado en la capital castellano-manchega cuatro años.
En 2002 es nombrado director de Informativos en Alicante y desde 2003 es responsable de Informativos en la Comunidad Valenciana. Al mismo tiempo, dirigió el programa de opinión El faro de Popular TV y colaboraba con el programa Bon dia de Canal Nou.
En 2011, el director de La linterna, Juan Pablo Colmenarejo es nombrado director de los Servicios Informativos de la COPE y tanto él, como Fernando Giménez Barriocanal (por aquel entonces presidente del Grupo COPE), lo llevaron a Madrid y le encargaron la dirección del informativo Mediodía Cope que dirige hasta 2013, cuando se produce la elección de Francisco como Papa al ser enviado especial a Roma para la emisión de la misma, siendo sustituido durante esos días por Alberto Escalante. 
Desde el 18 de marzo de 2013 y tras la incorporación definitiva de las emisoras de ABC Punto Radio en COPE, Ángel Expósito es el encargado de dirigir y presentar este informativo.
En 2013 colabora en diversos programas de COPE como La mañana y La tarde de Cope acompañando a Javi Nieves y Ramón García, respectivamente.
Entre el 31 de mayo de 2013 y el 11 de septiembre de 2019 es director de los Servicios Informativos del Grupo COPE, compaginando la dirección de Informativos del Grupo COPE con la de TRECE, desde el 14 de julio de 2017 hasta el 11 de septiembre de 2019.
Ha sido columnista de El Mundo y también ha colaborado en Las mañanas de Cuatro y Un tiempo nuevo de Mediaset España, La linterna de la COPE, El cascabel y La Marimorena de TRECE y en Los desayunos de TVE. 
Entre 2014 a 2017 presentó y dirigió en una segunda etapa Mediodía Cope, esta vez con Pilar Cisneros. 
Desde el 10 de septiembre de 2018 presenta y dirige TRECE al día en TRECE, primero con Ana Samboal (2018-20), después con María Ruiz (2020-21 y 2022-) y con Inma Mansilla (2021-22), de lunes a viernes de 21h00 a 21h50. Este programa lo compagina con su participación semanal en El programa de Ana Rosa de Telecinco.
Es también profesor de Máster de Televisión de la Universidad CEU San Pablo, miembro del consejo de Historia de la Fundación Universitaria Española y Alumni del International Visitor Leadhersip Program del Departamento de Estado de EE. UU.
En 2019 publicó con su hijo José Luis «Josetxo», ganador de la sexta edición de MasterChef Junior España, el libro de cocina Cocina en familia con Josetxo.
En 2020 recibió la Antena de Oro.

## Vida personal
Está casado con Eva María García Belmonte, natural de Valencia, que también es periodista y licenciada en marketing. 
Ambos son padres de tres hijos nacidos en Valencia. Ángel nacido el 24 de febrero de 2007 –más conocido por ser ganador de la sexta edición de MasterChef Junior España, en 2018 en TVE– , de Pedro nacido el 8 de noviembre de 2010 y de Jesús nacido el 22 de junio de 2017.
José Luis Pérez y sus hijos son fieles seguidores del Club Atlético de Madrid y también, debido a la procedencia navarra de la familia paterna, son seguidores del Club Atlético Osasuna.

## Libros publicados
- 2019: Cocina en familia con Roy, en colaboración con su hijo Ángel, editorial Beascoa[5].

## Premios
- 2020: Antena de Oro, en el apartado de televisión.